# Urdazubi
Urdazubi (oficialment bilingüe Urdazubi/Urdax) és un municipi de Navarra, a la comarca de Baztan, dins la merindad de Pamplona. Limita amb els municipis de Zugarramurdi, Ainhoa, Senpere, Sara i vall de Baztan.

## Toponímia
Mikel Belasko pensa que el nom més antic de la població era Urdax. Urdax seria una variant d'Urdaiz. Seria per tant un d'aquests topònims basc-navarrès dels quals acaben en terminació -iz i que solen anar unit a un antic nom de persona: Urda en aquest cas. Segons Belasko l'actual nom basc del poble s'hauria derivat de l'original Urdax, a l'haver-se-li afegit la paraula zubi (pont). Urdazubi significa pont d'Urdax.

## Barris
- Urdazubi/Urdax
- Alkerdi
- Dantxarinea
- Landibar
- Leorlaz
- Telleria

## Demografia
| Evolució demogràfica                                      | Evolució demogràfica | Evolució demogràfica | Evolució demogràfica | Evolució demogràfica | Evolució demogràfica | Evolució demogràfica | Evolució demogràfica | Evolució demogràfica | Evolució demogràfica | Evolució demogràfica |
| 1996                                                      | 1998                 | 1999                 | 2000                 | 2001                 | 2002                 | 2003                 | 2004                 | 2005                 | 2006                 | 2007                 |
| --------------------------------------------------------- | -------------------- | -------------------- | -------------------- | -------------------- | -------------------- | -------------------- | -------------------- | -------------------- | -------------------- | -------------------- |
| 420                                                       | 396                  | 402                  | 392                  | 375                  | 391                  | 387                  | 376                  | 367                  | 359                  | 348                  |
| Fonts: Urdazubi/Urdax i Institut d'Estadística de Navarra |                      |                      |                      |                      |                      |                      |                      |                      |                      |                      |

## Personatges cèlebres
- Pedro Aguerre, Axular (1556-1664): escriptor en basc.
- Bruno de Echenique (1820-1893): escriptor i lingüista.

## Fets importants
En aquesta vila fou assassinat pels soldats, i pel seu salvatge comportament el general carlista, Vicente Moreno González, 6 de setembre de 1839.